# Judyta Przemyślidka (zm. 1086)
Judyta (ur. 1056/1058, zm. 25 grudnia 1086) – żona polskiego władcy Władysława Hermana, matka Bolesława Krzywoustego.

## Życiorys
Córka władcy Czech Wratysława II i Adelajdy węgierskiej, siostra czeskiego księcia Brzetysława II i żona Władysława I Hermana.
Ślub Judyty i Władysława miał miejsce w Polsce ok. 1080 r. Jak piszą kroniki, żona Władysława Hermana dbała o poddanych i więźniów oraz wspomagała potrzebujących. Przez prawie 5 lat para książęca nie mogła doczekać się dzieci. W związku z tym wysłano poselstwo do klasztoru w Saint-Gilles w Prowansji, gdzie proszono o wstawiennictwo patrona – św. Idziego. 20 sierpnia 1086 urodził się upragniony syn – Bolesław.
Judyta zmarła  4 miesiące później – 25 grudnia 1086 r.; została pochowana w płockiej katedrze, podobnie jak jej mąż Władysław I Herman i syn Bolesław Krzywousty.

## Genealogia
| Brzetysław I ur. najp. ok. poł. 1002 zm. 10 I 1055 | Brzetysław I ur. najp. ok. poł. 1002 zm. 10 I 1055 |                                        |                                        | Judyta ze Schweinfurtu ur. przed 1003 zm. 2 VIII 1058 | Judyta ze Schweinfurtu ur. przed 1003 zm. 2 VIII 1058 |  |  | Andrzej I węgierski ur. ok. 1015 zm. 1060 lub 1061 | Andrzej I węgierski ur. ok. 1015 zm. 1060 lub 1061 |                                       |                                       | Anastazja Jarosławówna ur. ? zm. po 1074 | Anastazja Jarosławówna ur. ? zm. po 1074 |
|                                                    |                                                    |                                        |                                        |                                                       |                                                       |  |  |                                                    |                                                    |                                       |                                       |                                          |                                          |
|                                                    |                                                    |                                        |                                        |                                                       |                                                       |  |  |                                                    |                                                    |                                       |                                       |                                          |                                          |
|                                                    |                                                    | Wratysław II ur. po 1032 zm. 14 I 1092 | Wratysław II ur. po 1032 zm. 14 I 1092 |                                                       |                                                       |  |  |                                                    |                                                    | Adelajda węgierska ur.? zm. 27 I 1062 | Adelajda węgierska ur.? zm. 27 I 1062 |                                          |                                          |
|                                                    |                                                    |                                        |                                        |                                                       |                                                       |  |  |                                                    |                                                    |                                       |                                       |                                          |                                          |
|                                                    |                                                    |                                        |                                        |                                                       |                                                       |  |  |                                                    |                                                    |                                       |                                       |                                          |                                          |
|                                                    |                                                    |                                        |                                        |                                                       |                                                       |  |  |                                                    |                                                    |                                       |                                       |                                          |                                          |

|  |  | Władysław I Herman ur. ok. 1043 zm. 4 VI 1102 OO ok. 1080 | Władysław I Herman ur. ok. 1043 zm. 4 VI 1102 OO ok. 1080 | Judyta Przemyślidka (czeska) (ur. w okr. 1056–1058 zm. 25 XII 1086) | Judyta Przemyślidka (czeska) (ur. w okr. 1056–1058 zm. 25 XII 1086) |  |  |  |  |
|  |  |                                                           |                                                           |                                                                     |                                                                     |  |  |  |  |
|  |  |                                                           |                                                           |                                                                     |                                                                     |  |  |  |  |
|  |  |                                                           |                                                           |                                                                     |                                                                     |  |  |  |  |
|  |  |                                                           |                                                           | Bolesław III Krzywousty ur. 20 VIII 1086 zm. 28 X 1138              |                                                                     |  |  |  |  |